# لوئیز کامارگو
لوئیز کامارگو (به پرتغالی: Luiz Henrique Camargo) هافبک اهل برزیل است که در شهر Vinhedo و در تاریخ ۴ مهٔ ۱۹۸۷ به دنیا آمده‌است.
لوئیز کامارگو در تیم‌های فوتبال Mogi Mirim سابقهٔ حضور دارد.